# 寺川奈津美
寺川奈津美（日语：／，1983年2月8日—），是一位日本氣象預報員，任職於富士電視台，在直撃LIVE グッディ!播報。

## 人物
出身日本山口縣下關市。大學進入慶應義塾大學，就讀理工學部應用化學科，曾在理科系上的活動「矢上祭」獲選第一回「矢上小姐」。。大學畢業到企業工作，之後與NHK鳥取放送局簽下合約，負責氣象預報方面，在「とっとりくらしの情報便」播報，並於同年取得氣象預報員的資格。
2011年4月4日開始，在NHK總合的NHK7點新聞擔任氣象播報。
2016年4月4日起，在富士電視台的《直撃LIVE グッディ!》擔任氣象播報。

## 目前參與節目
- 直撃LIVE グッディ!氣象情報

## 過去參與節目
- とっとりくらしの情報便（NHK鳥取）
- いちおしNEWSとっとり 気象特設コーナー（NHK鳥取）
- NHK7點新聞氣象情報 -

2011年4月4日 至2012年3月30日 （星期一到星期五）
2012年4月7日起 （星期六及星期日）

## 雜誌
- 「Runners」（RBS社）2012年5月號 封面模特兒

## 相關網站
- NHKニュース7 ブログ